# Flaga Wspólnoty Państw Portugalskojęzycznych
Flaga Wspólnoty Państw Portugalskojęzycznych – oficjalna flaga CPLP.

## Symbolika
Barwa biała pochodzi od historycznych Flag Portugalii. Emblemat wpisany w flagę symbolizuje więź między państwami a znajdujące się pod nim inicjały CPLP - odczytujemy, jako por. Comunidade dos Países de Língua Portuguesa.